# San Carlos de Bariloche
Pour les articles homonymes, voir San Carlos.

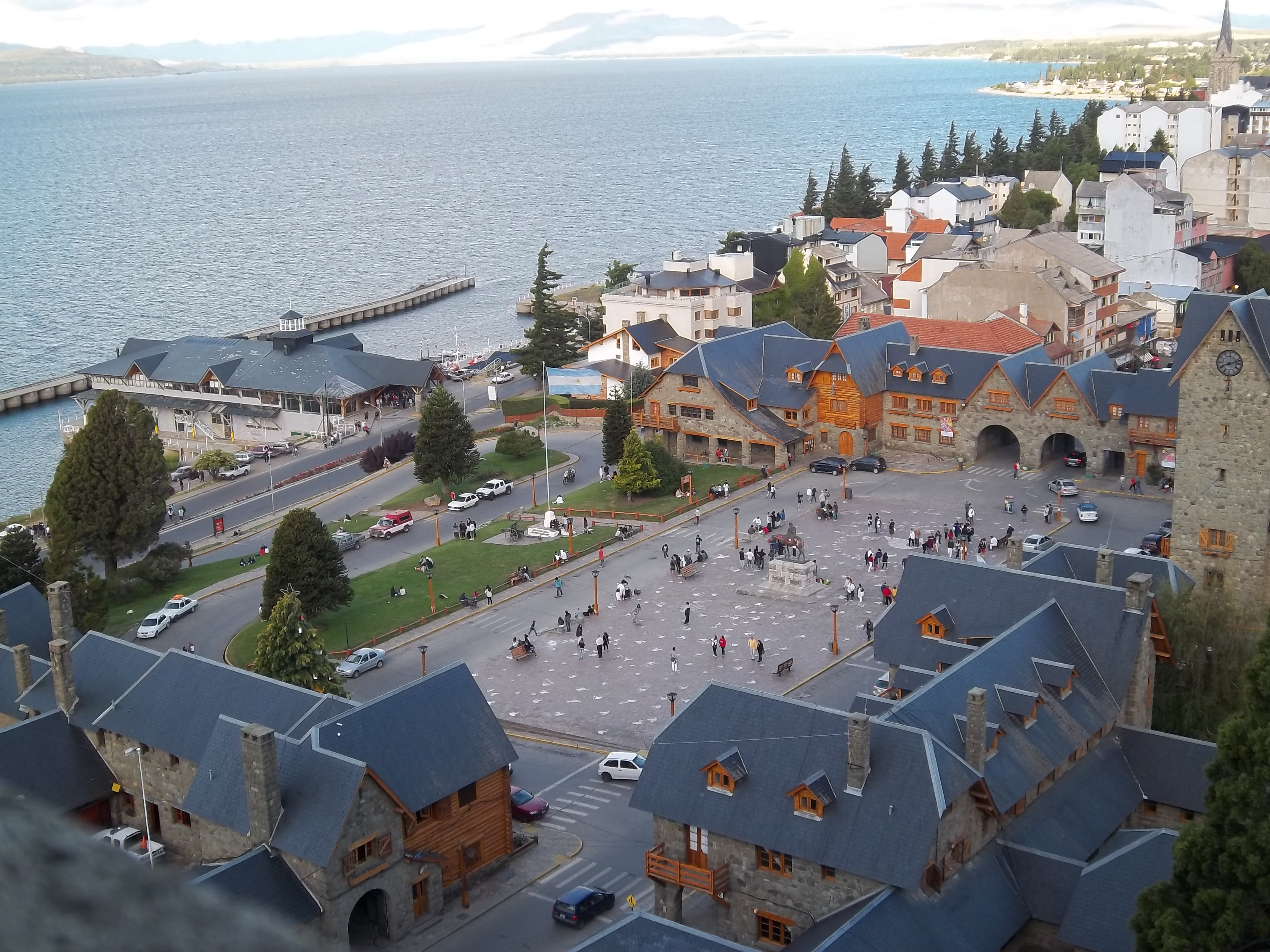
Le centro civico de Bariloche

San Carlos de Bariloche généralement appelée Bariloche est une ville de la province de Río Negro, en Argentine située à 1 650 km au sud-ouest de Buenos Aires au pied des Andes en bordure du lac Nahuel Huapi, dans le parc national du même nom, le plus ancien d'Argentine.
Elle est le chef-lieu du département de Bariloche. Sa population s'élevait à 108 205 habitants (2010). À vocation essentiellement touristique et scientifique, elle attire des vacanciers de toutes provenances, parmi lesquels une majorité d'Argentins et de Chiliens. La région de Bariloche, surnommée la « Suisse Argentine » par les Argentins, est réputée pour ses paysages de lacs et de montagnes, sa station de sports d'hiver édifiée sur les pentes du Cerro Catedral (2 405 m) tout proche qui possède l'un des plus anciens et plus étendus domaines skiables d'Amérique du Sud, ainsi que ses cours d'eau riches en truites et saumons.

## Géographie
Bariloche est située à 900 mètres d'altitude dans les Andes du Sud, qui commencent quelque 500 km au nord et s'étendent jusqu'à la Terre de Feu. Les Andes du Sud, à la différence des Andes Centrales qui dépassent souvent les 4 000 mètres, sont traversées par des vallées orientées est-ouest et sont suffisamment basses pour permettre aux vents humides du Pacifique de décharger la pluie du côté argentin des Andes. Ainsi, la montagne la plus haute de la région, le Cerro Tronador "le Mont tonnant" (en fait, un volcan endormi), ne fait que 3 554 m. Au fur et à mesure que l'on descend vers le sud, l'altitude moyenne des sommets diminue régulièrement.
Bariloche a été fondée sur la rive sud du lac Nahuel Huapi d'origine glaciaire qui a la forme d'un trident de 80 km de long, dont les trois pointes s'enfoncent à l'ouest dans le massif des Andes. La ville est à 19 kilomètres du sommet du Cerro Catedral (2 405 m) dont les pentes ont été aménagées pour former l'une des plus grandes stations de ski d'Amérique du Sud. L'eau produite par la fonte des neiges est évacuée par le Río Limay qui forme la limite aussi entre les provinces de Río Negro dont fait partie la ville et la région du Neuquén. Ce fleuve alimente plusieurs centrales hydroélectriques sur son chemin vers l'Atlantique. La frontière avec le Chili se situe à quelques dizaines de kilomètres.

### Climat
Bariloche est bordée à l'ouest par les Andes et à l'est par la steppe patagonienne. La latitude de Bariloche est de 41° c'est-à-dire au même niveau que Barcelone en Espagne dans l'hémisphère nord. Pourtant, il y a des neiges éternelles, à partir d'environ 2 100-2 200 mètres. Pendant la dernière période glaciaire, ces neiges ont alimenté les glaciers qui ont excavé les lacs de la région, dont le lac Nahuel Huapi selon un processus similaire à celui du Lac Léman. Le climat est de type méditerranéen froid. La saison chaude est sèche ensoleillée et ventée et une température moyenne de 14 °C tandis que la saison froide est humide avec une température moyenne de 4 °C. Les précipitations abondantes en provenance du Pacifique (en moyenne 1 100 mm par an) font la richesse principale de la région : la neige qui tapisse les pistes de ski du Cerro Catedral (sommet de 2 400 m situé à une trentaine de kilomètres de la ville) permet une saison de ski qui s'étend entre juin et mi-octobre. Toutefois, cette neige qui se forme à des altitudes plus basses est plus humide que celle des centres de ski des Andes Centrales comme Las Leñas.

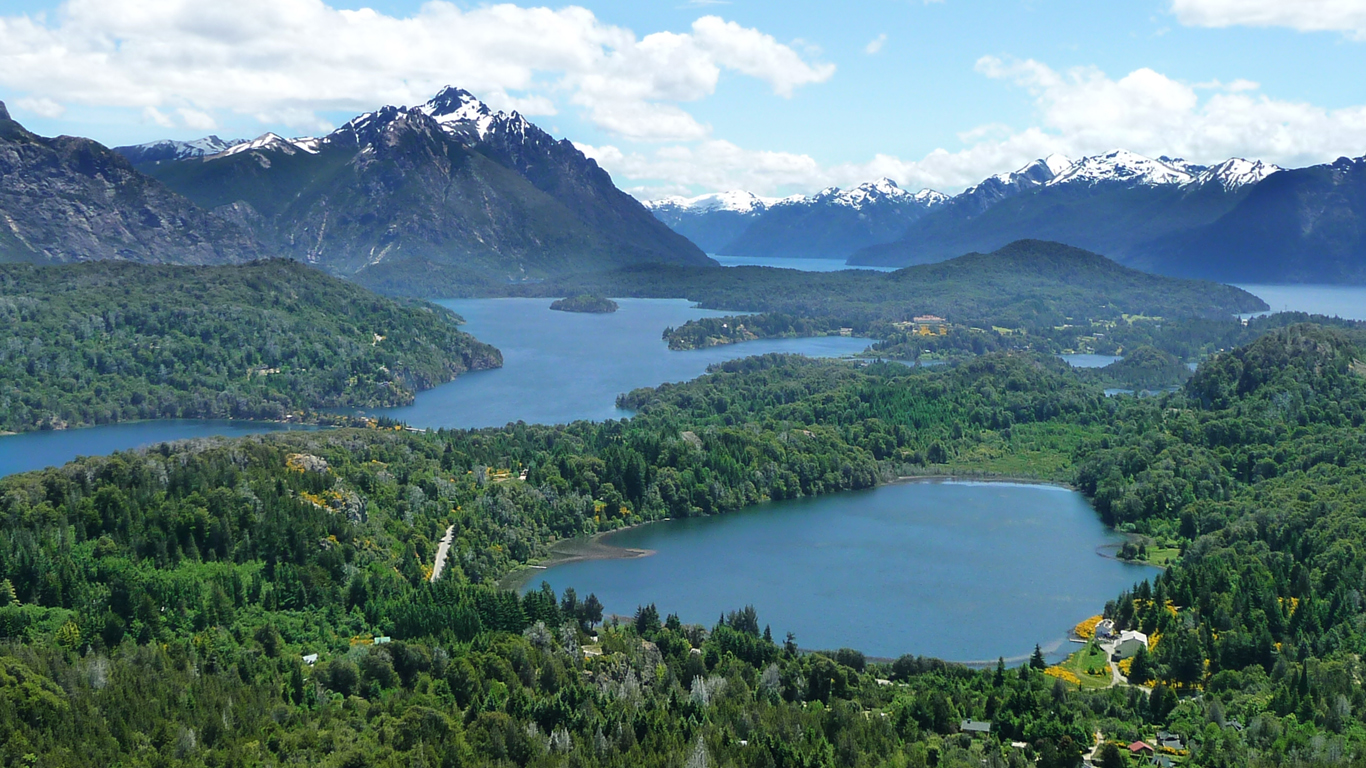
La région des lacs autour de Bariloche.
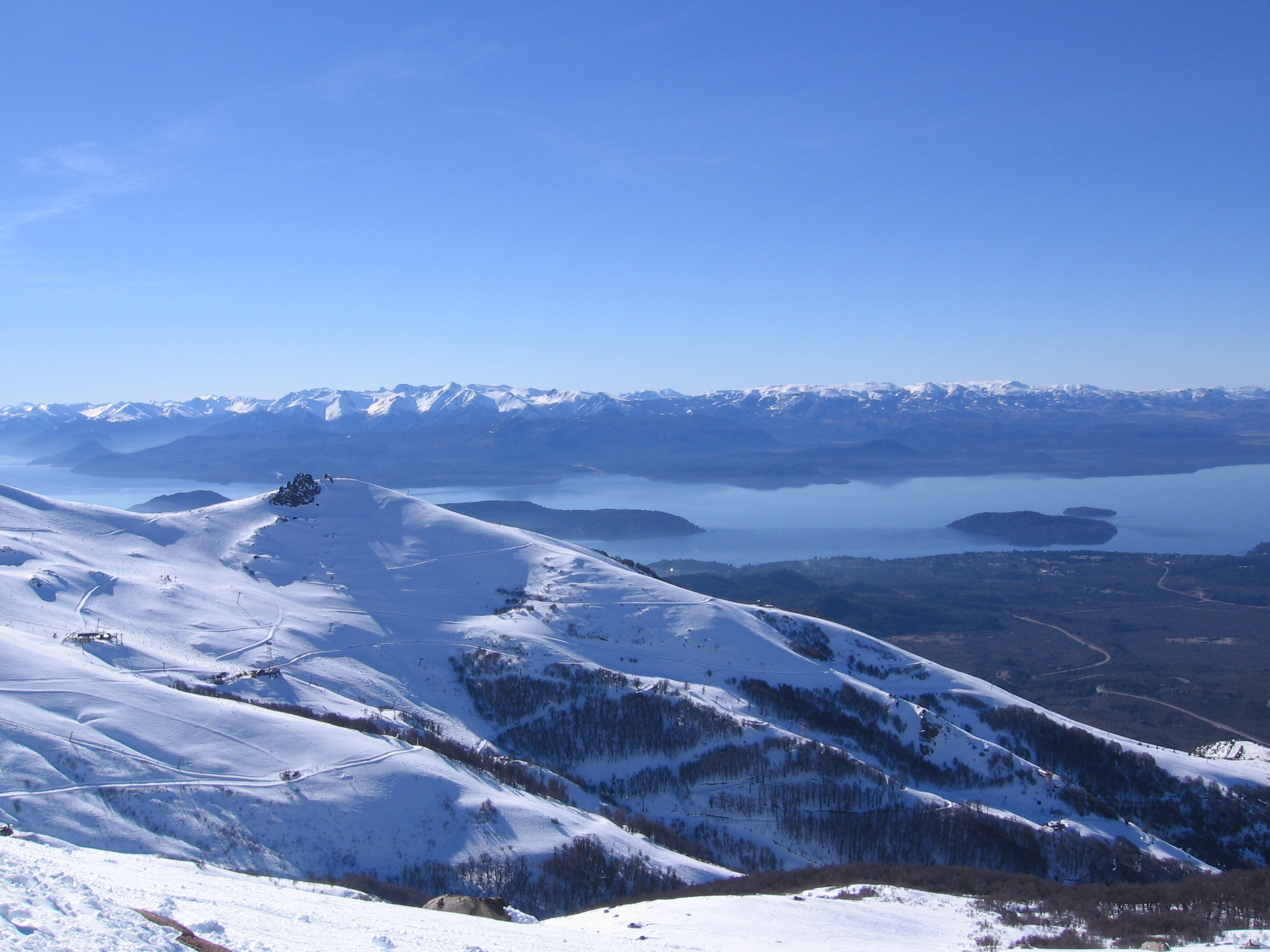
Le sommet du Cerro Catedral.
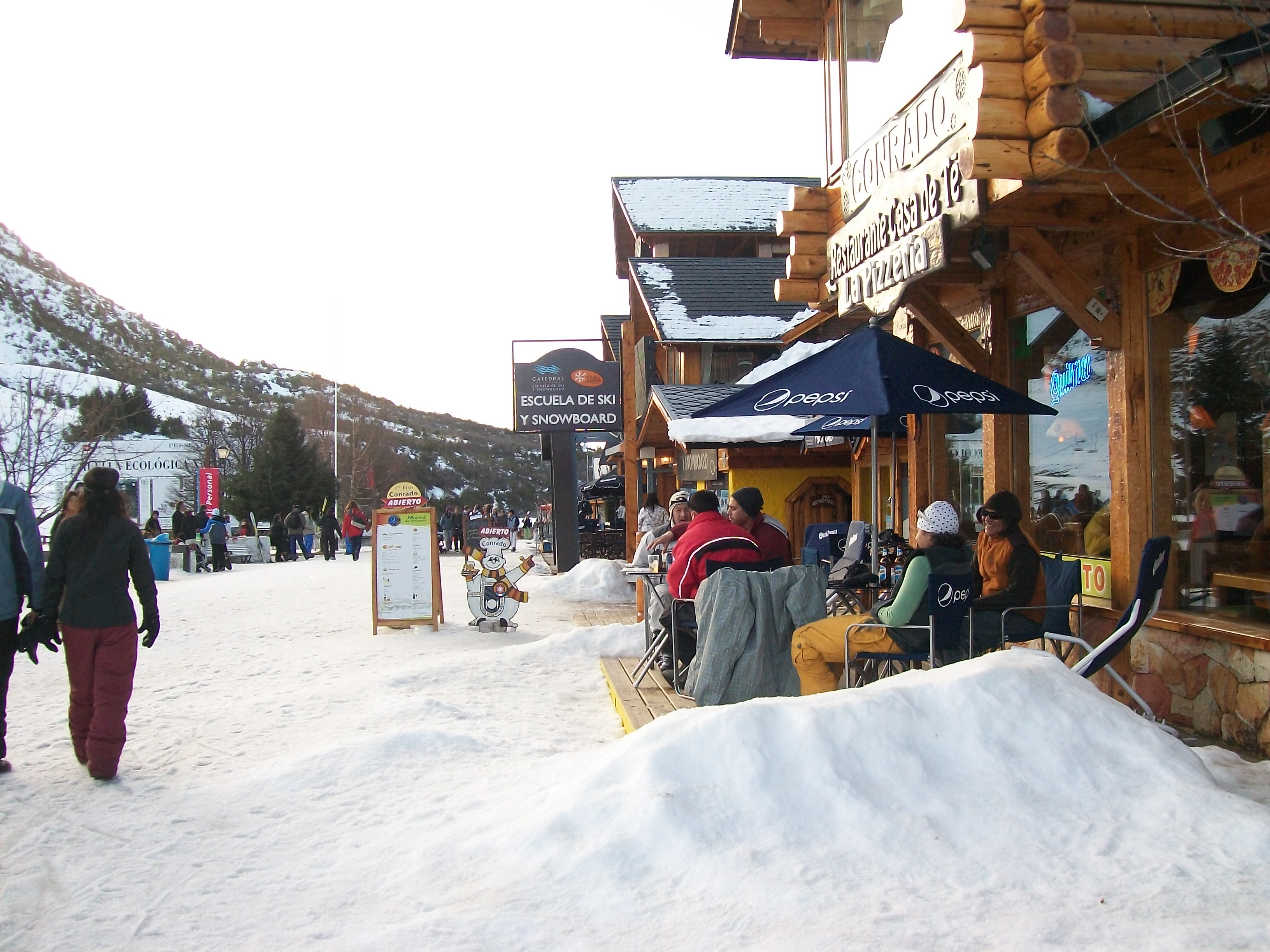
La station de ski.

## Historique

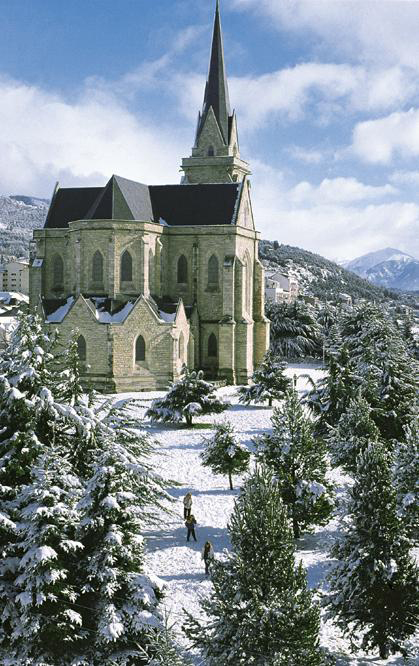
La cathédrale de Bariloche

La ville est fondée officiellement le 3 mai 1902. Son premier habitant est un germano-chilien, Carlos Wiederhold. Le nom Bariloche provient du mapudungun (langue des Mapuches) et est dérivé du mot Vuriloche, qui signifie « homme de l'autre côté de la montagne ». En 1909, Bariloche compte 1 250 habitants d'origine essentiellement germanophone, italienne et chilienne. Elle dispose d'une ligne télégraphique, d'une poste et est reliée au reste du pays par un chemin, devenue aujourd'hui la route nationale 237, qui mène à Neuquén. La population commerce avec le Chili tout proche, jusqu'à l'arrivée du chemin de fer en 1934 qui permet de relier la ville à la capitale régionale Viedma située à 800 km. Le parc national Nahuel Huapi, qui entoure Bariloche, est ouvert la même année et, entre 1935 et 1940, la direction des Parcs Nationaux réalise une série de travaux et d'édifices, embellissant la cité avec des bâtiments à l'architecture très caractéristique qui se veut proche de celle des stations de ski d'Europe centrale. Parmi ceux-ci, le Centro Cívico, comprenant une bibliothèque et un théâtre, le musée, la mairie avec sa tour à horloge ainsi que la cathédrale de San Carlos de Bariloche, où tous les ans se tiennent des concerts classiques, et l’hôtel de luxe Llao Llao.

### Bariloche, centre touristique
À la fin des années 1930, Bariloche abandonne progressivement son activité de centre commercial agro-alimentaire car l'exportation des produits agricoles a été mise à mal par la crise économique. La ville se recentre alors sur le tourisme dopé par la nouvelle ligne de chemin de fer et l'ouverture du parc national.
Bariloche compte, en 1979, environ 35 000 habitants. Au cours des décennies suivantes, elle accueille des milliers d'immigrants en provenance du reste du pays mais également de l'étranger, en particulier de la Slovénie, de l'Allemagne, de la Suisse et du Chili voisin. À la fin du XXe siècle, Bariloche dépasse le seuil des 100 000 habitants et devient en conséquence une ville de première catégorie caractérisée par des attributions renforcées. Située aux limites d'un parc national, la croissance anarchique a été évitée grâce précisément à l'interdiction d'ériger des habitations dans ce parc.

### Refuge pour criminels nazis en fuite
En raison de l'importante population germanophone de la ville, elle fut aussi l'un des refuges de criminels nazis en fuite comme Erich Priebke et Reinhard Kopps (en), découverts en 1995. Priebke fut condamné en 1997 par une cour italienne pour avoir participé au massacre des Fosses ardéatines. Joseph Mengele y a également séjourné en 1960, au cours de la longue traque qui lui a été donnée en Amérique latine.
En 2025, dans le roman Ma vie sans moustache (Albin Michel), l'écrivain Romain Puértolas part sur les traces d'Adolf Hitler à San Carlos de Bariloche. Il tente de comprendre la folie qui s'est emparé des villageois persuadés d'avoir côtoyé le dictateur nazi pendant plus de vingt ans après la fin de la Seconde Guerre mondiale.

## Activité économique
Bariloche se trouve à l'extrémité occidentale de la province de Río Negro, d'une superficie de 200 000 km2 (plus d'un tiers de la superficie de la France) et très peu peuplée (population totale de 650 000 habitants, soit une densité de 3,1 habitants/km²). Située à 1 650 km de la capitale du pays Buenos Aires et 800 km de la capitale régionale Viedma (environ 50 000 habitants), elle est également très éloignée des principales concentrations de population du pays. La ville constitue un îlot de peuplement cerné par les Andes et par une région plus plate mais formant un désert humain. L'économie de Bariloche qui reposait au début du XXe siècle sur l'élevage, la culture agricole et l'exploitation des ressources forestières dépend depuis plusieurs décennies de manière presque exclusive du tourisme avec environ 500 000 visiteurs par an. La plupart d'entre eux viennent en hiver, souvent de l'étranger, pour skier sur les pistes de la station édifiée sur les pentes du Cerro Catedral. Celle-ci dispose de 100 km de pistes et ses remontées mécaniques ont un débit de 22 000 skieurs par heure, ce qui en fait l'une des plus grandes stations d'Amérique du Sud. Les activités estivales (randonnée dans les montagnes proches, pêche dans les lacs) sont plus marginales.
Bariloche présente la particularité d'accueillir plusieurs centres de recherche et sociétés d'envergure nationale travaillant dans des secteurs de pointe. On trouve à Bariloche un réacteur nucléaire de recherche, le Ceatsa, des universités dont le prestigieux Institut Balseiro, plusieurs écoles bilingues telles Woodville et la Primo Capraro Deutsche Schule (qui a plus d'un siècle de vie), les centres de recherche de l'INTA et de la CNEA (les équivalents de l'INRA et du CEA français). C'est dans cette ville que sont conçus par la société INVAP les réacteurs nucléaires argentins, tels que ceux vendus au Pérou, à l'Australie et à l'Égypte, mais également les satellites artificiels argentins de la série SAC et les radars de contrôle aérien. Mais l'ensemble de ce secteur représente peu de choses au niveau de l'emploi avec 3 % de la population active.

## Transports
La capitale de l'Argentine, Buenos Aires, est située à 1 650 km. Plusieurs compagnies aériennes assurent une liaison régulière avec celle-ci à partir de l'aéroport de la ville (code AITA : BRC) en environ deux heures. Des vols internationaux desservent également la ville. Par la route des autocars assurent la desserte en 19 heures. Bariloche est reliée par chemin de fer (Tren Patagonico) à Viedma la capitale de la province du Rio Negro située sur la côte de l'Océan Atlantique à 820 km de là. Toutefois la ligne mal entretenue n'est plus parcourue qu'épisodiquement par un train hebdomadaire roulant à très faible vitesse. Enfin une route (215-CH) passant par le col Cardenal Antonio Samoré (1 314 mètres d'altitude) relie la ville au Chili tout proche.

## Personnalités liées à la ville
- Paz Levinson, sommelière, y est née.

## Jumelage
- Aspen (États-Unis)
- La Massana (Andorre)
- Puerto Varas (Chili)
- Saint-Moritz (Suisse)
- Sestrières (Italie)
- Osorno (Chili)
- Puerto Montt (Chili)
- Whistler (Colombie-Britannique) (Canada)
- Queenstown (Nouvelle-Zélande) (Nouvelle-Zélande)
- Sölden (Autriche)
- Zakopane (Pologne)
- Kontiolahti (Finlande)
- Garmisch-Partenkirchen (Allemagne)
- Shimukappu (Japon)
- Zikhron Yaakov (Israël)
- Winterberg (Allemagne)
- Belluno (Italie)
- Gramado (Brésil)
- L'Aquila (Italie)
- Chamonix (France)
- Davos (Suisse)

## Galerie photos

Bâtiments et activités
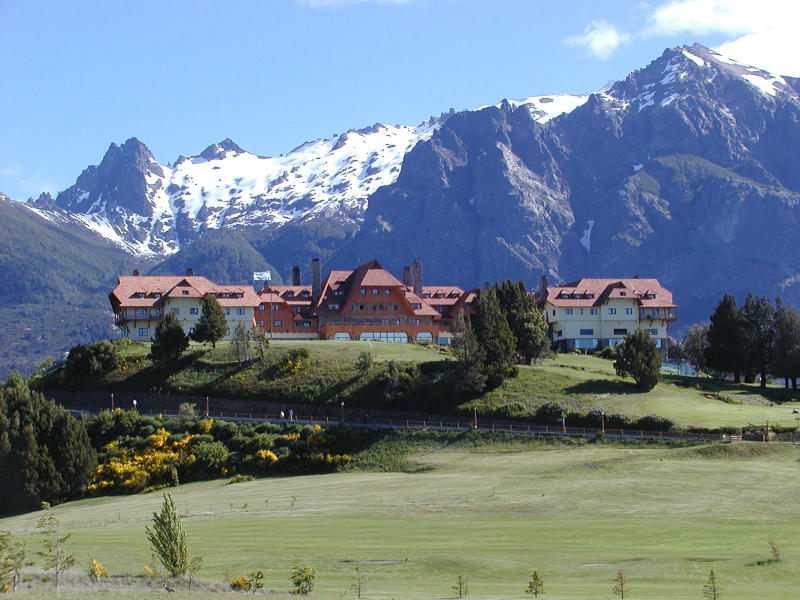
L'hôtel Llao llao à Bariloche
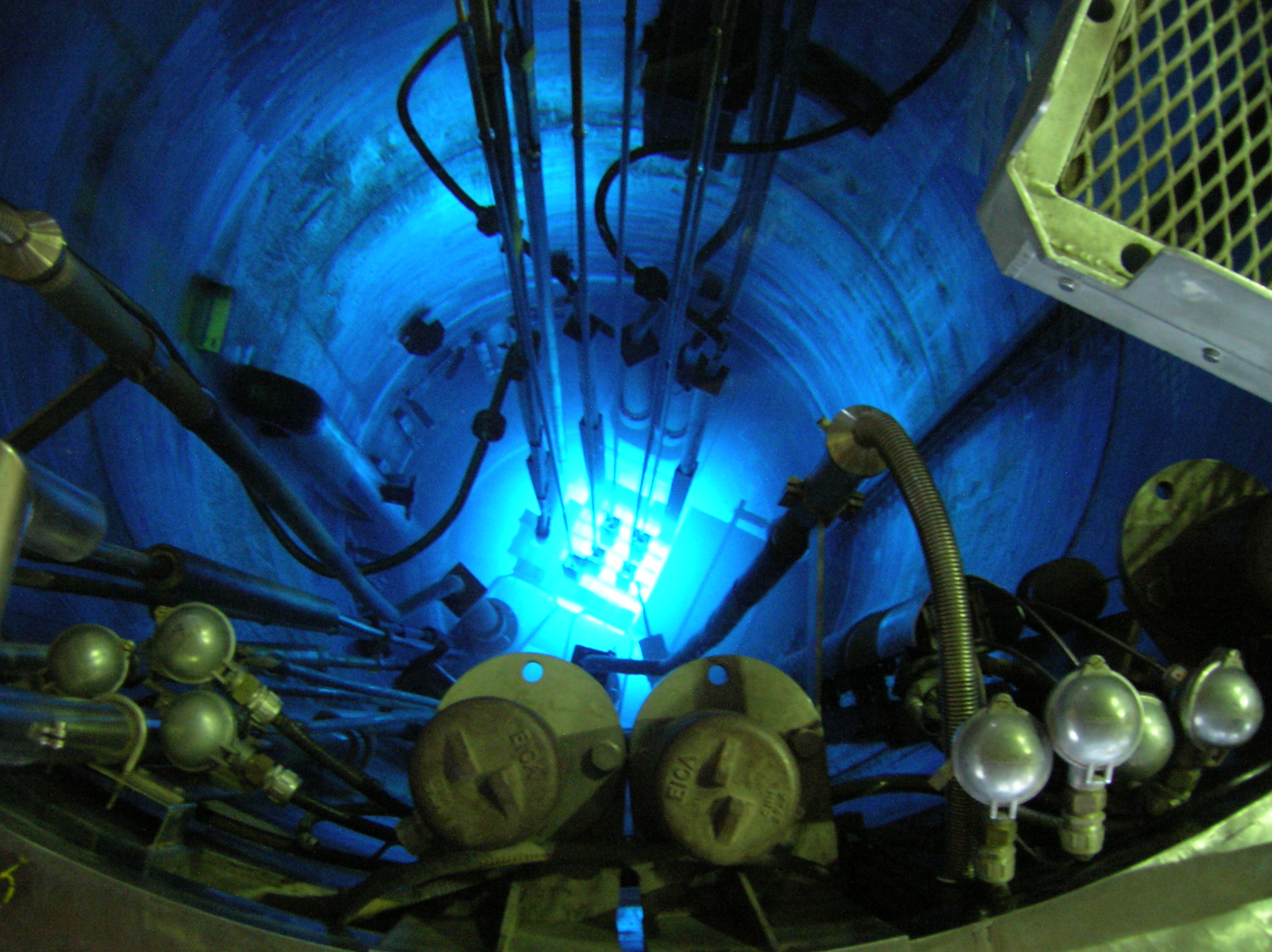
Cœur du réacteur nucléaire de recherche RA-6 de Bariloche du Centro Atomico Bariloche
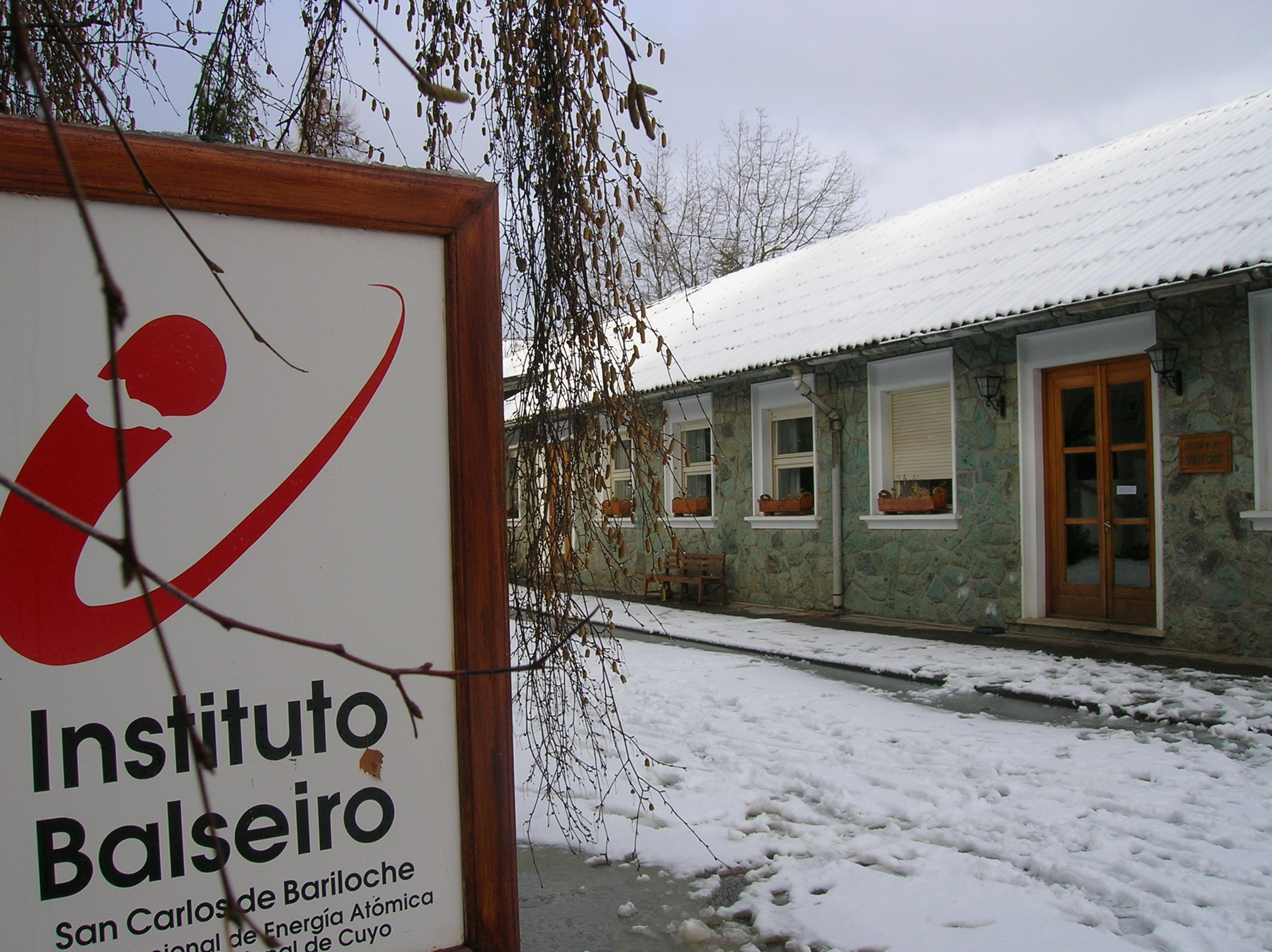
L'institut Balseiro